# Ghelința
Ghelința (węg. Gelence) – wieś w Rumunii, w okręgu Covasna, w gminie Ghelința. W 2011 roku liczyła 4600 mieszkańców.